# God Put a Smile upon Your Face
«God Put a Smile Upon Your Face» —en español: «Dios puso una sonrisa en tu rostro»— es una canción de la banda inglesa Coldplay incluida en su segundo álbum de estudio, A Rush of Blood to the Head. La canción, construida sobre un repetitivo ostinato armónico de guitarra acústica y eléctrica en adición a un acompañamiento de batería, se lanzó como sencillo el 14 de julio de 2003 como el cuarto sencillo de dicho álbum. Durante las sesiones de grabación de este álbum, la canción se titulaba «Your Guess Is As Good As Mine» («Tu suposición es tan buena como la mía»).
Sencillos regionales salieron a la venta en Canadá, Europa, Australia y Taiwán, así como en Estados Unidos y el Reino Unido. Debido a que en los últimas dos regiones sólo se sacaron a la venta copias promocionales, sólo entró en un top 100 en la UK Singles Chart. Para apoyar su lanzamiento, se grabó un video en Londres en blanco y negro que narra la historia de un hombre de negocios que se encuentra con otro descalzo. Esta canción figuró en el videojuego Guitar Hero III: Legends of Rock.

## Composición
Durante el proceso de creación de la canción, el vocalista Chris Martin dijo que «había sido hecha tocando en vivo y con la intención de producir algo con más energía. Estábamos imitando a artistas como PJ Harvey y Muse». Martin compuso la canción en 2001, según dijo durante un concierto en Suecia y se grabó en Liverpool, donde la banda escribió y grabó todo el álbum donde se incluye.
Durante una entrevista, el bajista Guy Berryman mencionó:

«Cuando fuimos a grabarla al estudio, discutimos porque había algo que simplemente no nos gustaba de ella. Yo no estaba contento con ella, y, cuando casi la dejamos de trabajar, para mí fue un alivio. Un día, Chris [Martin] y yo estábamos ensayándola, él la cantaba y yo trataba de crear un acompañamiento para bajo, y entre los dos, inventamos algo que era en verdad muy técnico, pero le daba energía a la canción y la hacía sonar más fluida. Es bastante mecánica, pero esto le da más vida. Es curioso, pero ahora se volvió mi canción favorita, y seguramente el resto del grupo coincide conmigo».

## Análisis
La canción presenta un acompañamiento de guitarra acústica y eléctrica. Empieza como una balada, y luego la intensidad va creciendo, llegando al ostinato de guitarra eléctrica acompañado por la voz de Martin. También presenta un acompañamiento de batería que sostiene el tempo de la canción.
La primera línea de la tercera estrofa alude a la referencia críptica a Dios en el principio de la canción: «Now when you work it out, I'm worse than you/Yeah, when you work it out I wanted to/Now, when you work out where to draw the line/Your guess is as good as mine» («Ahora, cuando lo resuelves, soy peor que tú/Si, cuando haces que funcione, (yo) lo quería/Ahora, cuando trabajas donde dibujar la línea/Tu suposición es tan buena como la mía»). Greg Kot del Chicago Tribune comentó que en la línea «God gave you stile and gave you grace» («Dios te dio estilo y gracia»), Martin canta «sobre los atributos que dice tener». Cuando la canción se interpreta en los conciertos en vivo, el guitarrista Jon Buckland comienza con un ostinato en guitarra eléctrica y Martin utiliza una acústica.

## Lanzamiento como sencillo

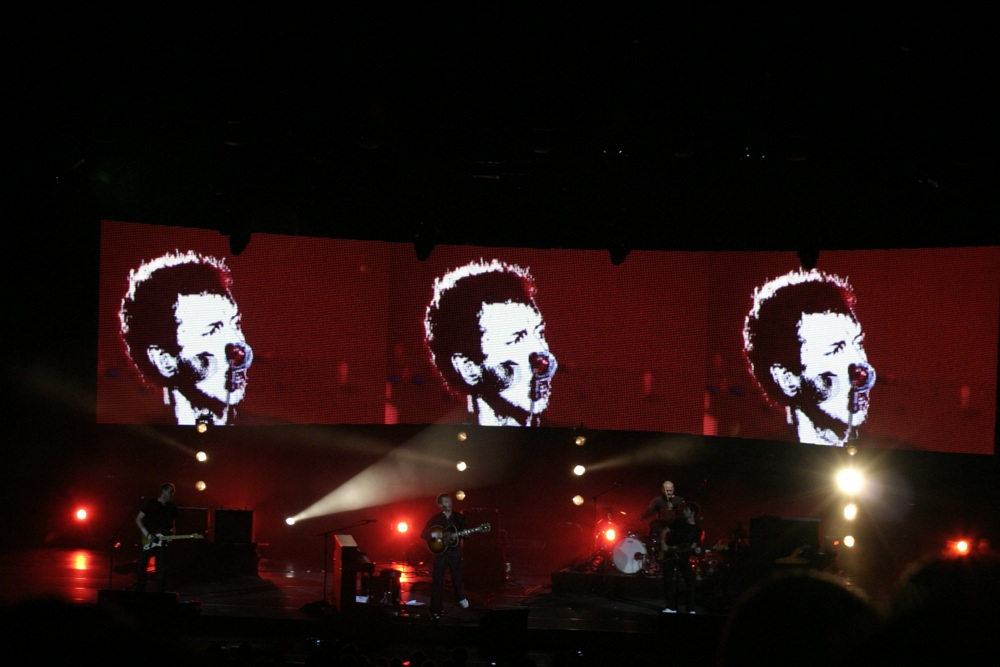
Coldplay interpretó la canción en su gira Twisted Logic Tour, realizada durante 2006 para promocionar su álbum X&Y.

Coldplay lanzó «God Put a Smile upon Your Face» como sencillo en el Reino Unido el 7 de julio de 2003 en formato CD. A esto le siguió su lanzamiento en Canadá y Estados Unidos una semana más tarde. Posteriormente, salió a la venta el 21 de julio en Australia y Taiwán. Su lado B es la canción «Murder». La carátula del sencillo consiste en una fotografía de Berryman editada por el diseñador Sølve Sundsbø. La banda decidió sacarlo a la venta como sencillo debido a la insistencia de su discográfica, Capitol Records.

### Recepción
La canción cosechó buena crítica. En la revisión de la revista Rolling Stone, Rob Sheffield opinó que «'God Put a Smile upon Your Face' es la mejor cosa que Coldplay haya hecho jamás». Adrien Begrand de PopMatters escribió: «La guitarra de Buckland llena y completa el maravilloso verso 'God put a smile upon your face' (Dios puso una sonrisa en tu rostro), mientras el estribillo nada tiene que envidiar a sus compañeros, Doves». Ted Kessler de la revista NME comentó: «La voz grave y profunda de Martin se vuelve muy excitante cuando dice "Where do we go from here?" ("¿A dónde vamos desde aquí?"), mientras asegura sus propias virtudes y creencias [con la frase] "God gave me style and grace" ("Dios me dio estilo y gracia"), y luego canta un glorioso estribillo, "Yeah, when you work it out I'm the same as you... your guess is as good as mine" ("Sí, cuando lo sacas adelante soy igual a ti [...] tu adivinanza es tan buena como la mía")». Sobre esta canción, la crítica de Allmusic dijo que «resalta las tendencias post punk de la banda, a la vez que les da un nuevo eje de composición». La Rolling Stone, en su lista de Los 100 mejores álbumes de la década elaborada en 2010 incluyó A Rush of Blood to the Head, y comentó además que, con esta canción «demostraron que el grupo era más que hits para las masas».
«God Put a Smile upon Your Face» está incluida en el álbum en vivo de la banda titulado Live 2003. Además, figura en el videojuego musical Guitar Hero III: Legends of Rock, que a su vez incluye otras canciones de Coldplay como «Yellow» y «Violet Hill».
La banda Plan B incluyó en su sencillo de 2007 «Paint it Blacker» mediante el método de la muestra un fragmento de la canción. Además, Mark Ronson realizó una versión para su álbum Version, que interpretó en vivo con Adele para la entrega de los Brit Awards de 2008.

## Video promocional
MTV televisó el video por primera vez en octubre de 2003 y se filmó en mayo de 2002. El video cuenta una historia, a la vez que muestra al grupo tocando sus instrumentos. Empieza con un plano de la banda en blanco y negro rodeado de sombras, y continúa con la historia de un hombre de negocios, interpretado por Paddy Considine que se horroriza de su progresiva desaparición, mientras se observa a un extraño que no usa zapatos. Jamie Thraves, quien trabajó como director en «The Scientist», lo dirigió. Se filmó en distintos lugares en Londres, y presenta un destacable juego de luces y sombras, que no deja al descubierto la cara de Martin y da más relevancia a la historia del hombre descalzo en los comienzos. Luego, los hombres empiezan a circular por distintos lugares de dicha ciudad, como callejones y plazas.

## Listado de canciones
| Sencillo en CD |                                  |          |  |
| N.º            | Título                           | Duración |  |
| 1.             | «God Put A Smile Upon Your Face» | 4:58     |  |
| 2.             | «Murder»                         | 5:36     |  |

| Sencillo en CD Australia y Taiwán |                                  |          |  |
| N.º                               | Título                           | Duración |  |
| 1.                                | «God Put A Smile Upon Your Face» | 4:58     |  |
| 2.                                | «Murder»                         | 5:36     |  |
| 3.                                | «Politik» (Live)                 | 6:44     |  |
| 4.                                | «Lips Like Sugar» (Live)         | 4:52     |  |

| EP  |                                  |          |  |
| N.º | Título                           | Duración |  |
| 1.  | «God Put A Smile Upon Your Face» | 4:58     |  |
| 2.  | «Crests of Waves»                | 3:40     |  |
| 3.  | «Animals»                        | 5:35     |  |
| 4.  | «Murder»                         | 5:36     |  |
| 5.  | «In My Place» (Live)             | 4:03     |  |
| 6.  | «Yellow» (Live)                  | 5:12     |  |
| 7.  | «Clocks» (Video)                 | 4:18     |  |
| 8.  | «In My Place» (Video)            | 3:48     |  |

| CD Promocional |                                               |          |  |
| N.º            | Título                                        | Duración |  |
| 1.             | «God Put A Smile Upon Your Face» (Radio Edit) | 4:10     |  |

| CD Promocional Estados Unidos |                                                  |          |  |
| N.º                           | Título                                           | Duración |  |
| 1.                            | «God Put A Smile Upon Your Face» (Radio Edit)    | 4:10     |  |
| 2.                            | «God Put A Smile Upon Your Face» (Album Version) | 4:58     |  |

| CD Promocional Europa |                                                  |          |  |
| N.º                   | Título                                           | Duración |  |
| 1.                    | «God Put A Smile Upon Your Face» (Album Version) | 4:58     |  |

## Personal
- Chris Martin - voz, guitarra acústica
- Jonny Buckland - guitarra eléctrica
- Guy Berryman - bajo
- Will Champion - batería, coros

## Posiciones en las listas de venta
| Lista (2003)                             | Posición más alta |
| ---------------------------------------- | ----------------- |
| Lista australiana                        | 43                |
| Lista holandesa                          | 38                |
| Lista neozelandesa                       | 35                |
| Lista británica (versión de Mark Ronson) | 100               |